# فين فيرنر
فين فيرنر (بالنرويجية البوكمول: Finn Ferner)‏ هو متسابق يخت نرويجي، ولد في 10 مارس 1920 في أوسلو في النرويج، وتوفي في 11 مارس 2001 في Nesøya, Akershus ‏ في النرويج.

## وصلات خارجية
- فين فيرنر على موقع أوليمبيديا (الإنجليزية)